# Günter Schwarz (Politiker, 1931)
Günter Schwarz (* 10. September 1931 in Berlin; † 25. Juli 2000) war ein deutscher Politiker der SPD.

## Ausbildung und Beruf
Nach dem Ablegen des Abiturs belegte Günter Schwarz ein Studium der Germanistik, Geschichte und Philosophie an den Universitäten Köln und Berlin. Nach dem 1. Staatsexamen war er als Studienreferendar tätig, nach dem 2. Staatsexamen wurde er Studienassessor. 1963 wurde er Studienrat und später Oberstudiendirektor an einem Gymnasium.

## Politik
Günter Schwarz war ab 1960 Mitglied der SPD. 1964 wurde er stellvertretender Bezirksvorsitzender der Jungsozialisten Düsseldorf, 1965 Vorsitzender des SPD-Distrikts Altstadt/Düsseldorf. Schwarz war Chefredakteur des „Rhein-Ruhr-Spiegels“, Informationen junger Sozialdemokraten am Niederrhein. Als Mitglied im Rundfunkrat des WDR wirkte er von November 1970 bis Juni 1980.
Günter Schwarz war vom 25. Juli 1966 bis zum 25. Juli 1970 direkt gewähltes Mitglied des 6. Landtages von Nordrhein-Westfalen für den Wahlkreis 048 Düsseldorf V.